# Срповци
Срповци су насељено мјесто у општини Прњавор, Република Српска, БиХ. По одлуци Народне скупштине Републике Српске на седници од 25. априла 1993. године (Сл. гласник Републике Српске 04/93) мења се име дотадашње име насеља „Хусрповци“ у данашње име „Срповци“.

## Становништво
| Националност       | 1991. | 1981. | 1971. | 1961. |
| Срби               | 289   | 294   | 406   | 439   |
| Југословени        | 14    | 62    |       | 1     |
| Хрвати             |       | 1     | 1     |       |
| Муслимани          |       |       | 1     |       |
| остали и непознато | 2     | 20    | 3     |       |
| Укупно             | 305   | 377   | 411   | 440   |

| Демографија (Хусреповци) (Хусреповци) (Хусреповци) (Хусрповци) | Демографија (Хусреповци) (Хусреповци) (Хусреповци) (Хусрповци) | Демографија (Хусреповци) (Хусреповци) (Хусреповци) (Хусрповци) |
| Година                                                         | Становника                                                     | Становника                                                     |
| -------------------------------------------------------------- | -------------------------------------------------------------- | -------------------------------------------------------------- |
| 1948.                                                          | 392                                                            |                                                                |
| 1953.                                                          | 419                                                            |                                                                |
| 1961.                                                          | 440                                                            |                                                                |
| 1971.                                                          | 411                                                            |                                                                |
| 1981.                                                          | 377                                                            |                                                                |
| 1991.                                                          | 305                                                            |                                                                |